# صوت الجزيرة
صوت الجزيرة شركة تسجيلات صوتية سعودية، تاسست في العام 1970، يملكها الآن الفنان محمد عبده، ويقع مقرها في مدينة جدة. قد أنتجت العديد من الألبومات الغنائية، لطلال مدّاح، علي عبد الكريم، ابتسام لطفي ولكوكب الشرق أم كلثوم بالإضافة إلى ألبومات محمد عبده.

## ألبومات محمد عبده
- المسافة
- المعازيم
- وهم
- ياشوق
- رساله
- تساهل الحب
- خطا
- يامركب الهند
- لاوادع
- البراقع
- السنين
- شعبيات1
- شعبيات2
- البرواز
- أنت الهوى
- انشودة المطر
- الفين هلا
- شفت خلي
- على البال
- في الجو غنيم
- طال السفر
- الحبيب الغالي
- قال المولع
- شعبيات4
- شعبيات5
- شعبيات6
- شعبيات7
- شعبيات8
- شعبيات9
- شعبيات10
- شعبيات11
- شعبيات12
- شعبيات13
- شعبيات14
- شعبيات15
- المعاناة
- عيون اليل
- يابوشعر ثاير
- الرمش الطويل
- قلبي دليلي
- اقرب الناس
- اختلفنا
- انتي نيستي
- ياغايب
- الونه
- وين احب الليلة
- مساء الخير
- العنا
- مجموعة إنسان
- شبيه الريح
- مذهله
- علمتها
- أنت محبوبي

## حفلات محمد عبده
- حفلات القاهرة
- حفلة الدوحة 85
- حفلات لندن 97
- حفلات ابها 98 1
- حفلات ابها 98 2
- حفلات ابها 98 3
- حفلات ابها 99 1
- حفلات ابها 99 2
- هلا فبراير 2000 1
- هلا فبراير 2000 2
- بنت النور جده2000
- هلا فبراير 2001
- جـده 2001 1
- جـده 2004 1
- جـده2004
- جـده2005
- حفلة الرياض 1
- حفلة الرياض 2
- حفلة الرياض 3
- حفلة لوس انجلوس 1
- حفله لوس انجلوس 2
- حفلة لوس انجلوس 3
- حفلة صبيا 1
- حفلة صبيا 2
- حلفة صبيا 3
- حفلة الدوحة
- حلفة جده 2007

## جلسات محمد عبده
- على عودي 1
- على عودي 2
- على عودي 3
- جلسة العود 1
- جلسة العود 2
- جلسة العود 3
- جلسة العود 4
- جلسات وناسه

## ألبومات للفنانطلال مداح
- طلال مداح1
- طلال مداح2

## ألبومات للفنانعلي عبد الكريم
- علي عبد الكريم1
- علي عبد الكريم2
- علي عبد الكريم3

## ألبوماتابتسام لطفي
- ابتسام لطفي

## ألبوماتأم كلثوم
- ام كلثوم 1
- ام كلثوم 2
- ام كلثوم 3